# 任丘市
任丘市（にんきゅう-し）は、中華人民共和国河北省滄州市に位置する県級市。

## 歴史
南北朝時代、北斉により設置された任丘県を前身とする。隋朝が成立すると廃止されたが、596年（開皇16年）に再設置、更に大業初年に再び廃止されている。622年（武徳5年）、唐朝により再設置されたが、元朝が成立すると1265年（至元2年）に廃止され河間県に編入されたが、まもなく再設置されている。1986年に任丘市に改編され現在に至る。

## 行政区画
- 街道:新華路街道、西環路街道、永豊路街道、中華路街道、渤海路街道、油建路街道、会戦道街道
- 鎮:出岸鎮、石門橋鎮、呂公堡鎮、長豊鎮、梁召鎮、辛中駅鎮、麻家塢鎮、北辛荘鎮、議論堡鎮
- 郷:青塔郷、北漢郷、于村郷

## 過去の地名
- 阿陵県